# Chile International 2014
Die Chile International 2014 im Badminton fanden vom 13. bis zum 17. August 2014 in Temuco statt.

## Sieger und Platzierte
| Disziplin    | Gold                               | Silber                             | Bronze                               |
| ------------ | ---------------------------------- | ---------------------------------- | ------------------------------------ |
| Herreneinzel | Kevin Cordón                       | Rodolfo Ramírez                    | Martin Giuffre                       |
| Herreneinzel | Kevin Cordón                       | Rodolfo Ramírez                    | Arnaud Génin                         |
| Dameneinzel  | Bo Rong                            | Luz María Zornoza                  | Camilla Garcia                       |
| Dameneinzel  | Bo Rong                            | Luz María Zornoza                  | Nikte Sotomayor                      |
| Herrendoppel | Arnaud Génin Bjorn Seguin          | Mario Cuba Martín del Valle        | Jonathan Solís Rodolfo Ramírez       |
| Herrendoppel | Arnaud Génin Bjorn Seguin          | Mario Cuba Martín del Valle        | Andrés Corpancho Sebastian Macias    |
| Damendoppel  | Katherine Winder Luz María Zornoza | Ana Paula Campos Camila Duany      | Florencia Bernatene Daiana Garmendia |
| Damendoppel  | Katherine Winder Luz María Zornoza | Ana Paula Campos Camila Duany      | Camilla Garcia Dánica Nishimura      |
| Mixed        | Mario Cuba Katherine Winder        | Andrés Corpancho Luz María Zornoza | Jonathan Solís Nikte Sotomayor       |
| Mixed        | Mario Cuba Katherine Winder        | Andrés Corpancho Luz María Zornoza | Martín del Valle Camilla Garcia      |